# Меринг (Горњи Палатинат)
Меринг (њем. Mähring) град је у њемачкој савезној држави Баварска. Једно је од 26 општинских средишта округа Тиршенројт. Према процјени из 2010. у граду је живјело 1.909 становника. Посједује регионалну шифру (AGS) 9377139.

## Географски и демографски подаци
Меринг се налази у савезној држави Баварска у округу Тиршенројт. Град се налази на надморској висини од 652 метра. Површина општине износи 72,9 km². У самом граду је, према процјени из 2010. године, живјело 1.909 становника. Просјечна густина становништва износи 26 становника/km².